# Ashdown
Ashdown es una ciudad ubicada en el condado de Little River en el estado estadounidense de Arkansas. En el Censo de 2010 tenía una población de 4723 habitantes y una densidad poblacional de 257,06 personas por km².

## Geografía
Ashdown se encuentra ubicada en las coordenadas 33°40′28″N 94°7′34″O / 33.67444, -94.12611. Según la Oficina del Censo de los Estados Unidos, Ashdown tiene una superficie total de 18.37 km², de la cual 18.29 km² corresponden a tierra firme y (0.44%) 0.08 km² es agua.

## Demografía
Según el censo de 2010, había 4723 personas residiendo en Ashdown. La densidad de población era de 257,06 hab./km². De los 4723 habitantes, Ashdown estaba compuesto por el 63.14% blancos, el 31.36% eran afroamericanos, el 0.87% eran amerindios, el 0.44% eran asiáticos, el 0% eran isleños del Pacífico, el 1.91% eran de otras razas y el 2.29% pertenecían a dos o más razas. Del total de la población el 2.9% eran hispanos o latinos de cualquier raza.